# Штаден, Николай Евстафьевич
Николай Евстафьевич Штаден (нем. Karl Nikolai von Staden; 1815—1892) — российский генерал от артиллерии, начальник артиллерии Петербургского военного округа и совещательный член артиллерийского комитета Главного артиллерийского управления. Его брат Иван также был генералом от артиллерии.

## Биография
Родился 25 декабря 1815 (6 января 1816) года в Митаве — сын директора Тульского оружейного завода и впоследствии Тульского губернатора генерал-лейтенанта Евстафия Евстафьевича Штадена.
Образование получил в Михайловском артиллерийском училище, куда поступил 25 января 1832 года, и 7 января 1836 года произведён в прапорщики, с зачислением по артиллерии, а по окончании курса в офицерских классах при том же училище 1 марта 1838 года произведён в подпоручики, с переводом 18 мая 1841 года в гренадерскую батарею 3-й гвардейской и гренадерской артиллерийской бригады.
В мае 1841 года он был переведён в гвардейскую пешую артиллерию, 7 апреля 1846 года — произведён в поручики, 6 декабря 1849 года — в штабс-капитаны и 30 марта 1852 года — в капитаны. В 1849 году Штаден был в походе против венгров.
19 апреля 1853 года Штаден был произведён в полковники и назначен командующим лёгкой № 2 батареей лейб-гвардии 2-й артиллерийской бригады, а в октябре того же года утверждён командиром этой батареи. Во время Крымской войны находился в составе войск, охранявших побережье Балтийского моря в Санкт-Петербургской губернии от возможной высадки англо-французского десанта.
С марта 1855 года по июль 1856 года Штаден временно командовал 2-й сводной резервной артиллерийской бригадой гвардейской пешей артиллерии, оставаясь в то же время командиром своей прежней батареи. 15 июня 1859 года он был назначен командиром 8-й артиллерийской бригады. Во время восстания в Царстве Польском в 1863 году Штаден находился в составе войск Киевского военного округа и очищал от мятежников Волынскую губернию.
19 апреля 1864 года был произведён в генерал-майоры, а 24 июня 1867 года назначен помощником начальника артиллерии Одесского военного округа.
С 22 июня 1872 года по 17 июля 1876 года Штаден занимал должность начальника артиллерии Казанского военного округа и здесь 30 августа 1873 года был произведён в генерал-лейтенанты. Вслед за тем, в 1876 году, он был назначен начальником артиллерии Одесского военного округа. С мая 1878 года по июнь 1879 года Штаден состоял начальником артиллерии действующей в Европейской Турции армии, однако в военных действиях участия не принимал.
С 10 марта 1880 года Штаден по день смерти, то есть в продолжение 13 лет, состоял начальником артиллерии Санкт-Петербургского военного округа. Находясь в этой последней должности, он 7 января 1887 года был назначен совещательным членом Артиллерийского комитета. В чин генерала от артиллерии Штаден был произведён 30 августа 1890 года.
Скончался 31 декабря 1892 (12 января 1893) года, похоронен на кладбище Новодевичьего монастыря в Санкт-Петербурге.

## Награды
Среди прочих наград Штаден имел:
- Орден Св. Анны 3-й ст. (1 декабря 1851)
- Орден Св. Станислава 2-й ст. (26 августа 1856, императорская корона к ордену 30 августа 1858)
- Орден Св. Анны 2-й ст. (31 марта 1861)
- Орден Св. Владимира 4-й ст. (27 марта 1864)
- Орден Св. Владимира 3-й ст. (10 июня 1867)
- Орден Св. Станислава 1-й ст. (30 августа 1869)
- Орден Св. Анны 1-й ст. (10 сентября 1872)
- Орден Св. Владимира 2-й ст. (30 августа 1876)
- Орден Белого орла (30 августа 1878)
- Болгарский орден «Святой Александр» 1-й ст. (22 сентября 1884)
- Знак отличия беспорочной службы за L лет (22 августа 1891)

## Семья
В 1857 году в Москве женился на дочери Л. М. Самойлова Ольге Леонтьевне (1834—1912). В браке родились сын и три дочери.